# Аргішу
Аргішу (рум. Arghișu) — село у повіті Клуж в Румунії. Входить до складу комуни Агірешу.
Село розташоване на відстані 355 км на північний захід від Бухареста, 32 км на північний захід від Клуж-Напоки.

## Населення
За даними перепису населення 2002 року у селі проживали 194 особи.
Національний склад населення села:
| Національність | Кількість осіб | Відсоток |
| -------------- | -------------- | -------- |
| румуни         | 174            | 89,7%    |
| цигани         | 15             | 7,7%     |
| угорці         | 5              | 2,6%     |

Рідною мовою назвали:
| Мова      | Кількість осіб | Відсоток |
| --------- | -------------- | -------- |
| румунська | 174            | 89,7%    |
| циганська | 15             | 7,7%     |
| угорська  | 5              | 2,6%     |